# محمدعلی گرامی
محمّدعلی گرامی (زادهٔ ۱۳۱۷ خورشیدی، قم) از مراجع تقلید شیعه ایرانی است.
فعالیتهای علمی وی شامل: فقه و اصول، تفسیر و علوم قرآنی است.
محمد علی گرامی، فعالیت سیاسی و مبارزهٔ خود را پس از آشنایی با سید روح‌الله خمینی آغاز کرد.